# Cacostomus floralis
Cacostomus floralis is een keversoort uit de familie vliegende herten (Lucanidae). De wetenschappelijke naam van de soort is voor het eerst geldig gepubliceerd in 1914 door Lea.